# تپه جاکی
تپه جاکی مربوط به سده‌های متاخر دوران‌های تاریخی پس از اسلام است و در شهرستان گچساران، بخش مرکزی، ۱۷۰۰ متری جنوب غربی روستای انجیر سیاه واقع شده و این اثر در تاریخ ۱۸ شهریور ۱۳۸۷ با شمارهٔ ثبت ۲۳۳۴۸ به‌عنوان یکی از آثار ملی ایران به ثبت رسیده است.